# Henny Reistad
Henny Ella Reistad, född 9 februari 1999 i Oslo, är en norsk handbollsspelare (vänsternia/mittnia).

## Klubbkarriär
Henny Reistad började spela handboll i klubben Helset, där hon spelade till 2015. Reistad spelade under sin juniortid i Stabæk IF men valde 2018 efter en framgångsrik säsong i Eliteserien istället norska toppklubben Vipers Kristiansand. 2019 fick hon besvär med ett diskbråck och missade VM 2019. 2021 började hon spela för danska Team Esbjerg som hon har vunnit två danska ligatitlar med och brons i EHF Champions League 2024.

## Landslagskarriär
Reistad representerade Norge i U18-VM 2016 (7:a) och U18-EM 2017 (4:a) och sedan i U20-VM 2018 då Norge tog hem silvermedaljen i mästerskapet efter förlust mot Ungern i finalen.
Landslagsdebuten var mot Ungern på hemmaplan i en vinstmatch med 25-19, där Reistad gjorde ett mål. Hon var med i norska EM-laget 2018 och även i EM 2020 och EM 2022 då Norge tog hem EM-guldet. I OS 2020 i Tokyo var hon med och tog bronsmedalj. Hon tog sitt första VM-guld i Spanien 2021. Där blev hon även uttagen i All-Star Team som bästa vänsternia. Vid EM 2022 blev hon utsedd till MVP, och ännu en gång i VM 2023.

## Meriter i Klubblag
- EHF Champions League 2021
- Norska cupen 2018, 2019 och 2020
- Seriesegrare Eliteserien 2019, 2020 och 2021
- Slutspelssegrare Eliteserien 2019 och 2021
- Danska ligan 2023 och 2024
- Danska cupen 2021 och 2022

### Individuella utmärkelser
- MVP EM 2022
- MVP VM 2023
- MVP EHF Champions League 2021
- All-Star Team Bästa unga spelare EHF Champions League 2021
- All-Star Team Vänsternia VM 2021
- All-Star Team Vänsternia i U19-EM 2017
- All-Star Team Mittnia i U20-VM 2018[8]
- Årets spelare i Norge 2018-2019 och 2020-2021
- MVP norska Eliteserien 2018-2019 och 2020-2021
- All-Star Team norska Eliteserien 2017-2018, 2018-2019 och 2020-2021
- EHF Excellence Awards Säsongens bästa mittnia 2022-2023
- Årets bästa handbollsspelare i världen 2023[9]